# ドミニク・モナミ
ドミニク・モナミ（Dominique Monami, 1973年5月31日 - ）は、ベルギー・ヴェルヴィエ出身の元女子プロテニス選手。コーチのバート・ファン・ルースト（Bart Van Roost）と結婚した1995年から、離婚する2003年まではドミニク・ファン・ルースト（Dominique Van Roost）と名乗っていた。WTAツアーでシングルス4勝、ダブルス4勝。シングルス自己最高ランキングは9位。右利き、バックハンド・ストロークは両手打ち。

## 来歴
9歳からテニスを始め、1991年6月に18歳でプロ入り。同年の全米オープンで4大大会にデビューし、いきなりヤナ・ノボトナとの3回戦まで進出した。続く1992年全豪オープンでも4回戦進出を果たすなど、デビュー半年でシングルスランキング100位圏内に入る。しかし、その後は長期間の低迷期が続いた。
1995年に当時専属コーチのバート・ファン・ルースト（Bart Van Roost）と結婚し、姓がファン・ルースト（Van Roost）となる。
1997年の全豪オープンで、当時世界ランキング43位だったファン・ルーストは、第2シードのアランチャ・サンチェス・ビカリオを3回戦で破る金星を挙げた。その勢いに乗って準々決勝まで勝ち進んだが、メアリー・ジョー・フェルナンデスとの試合を途中棄権している。
1998年は彼女のテニス人生を通じて、最も充実した年になる。10月第2週にドイツ・フィルダーシュタットで行われた「ポルシェ・テニス・グランプリ」準々決勝でマルチナ・ヒンギスを 6-3, 6-7, 6-4 で破り、当時18歳の最年少女王を世界ランキング1位の座から陥落させる勝利を挙げた。この後彼女は世界ランキングを自己最高の9位まで上げ、ベルギーの女子プロテニス選手として初の世界ランキングトップ10入りを果たした。この活躍により、同年の『ベルギー スポーツマンオブザイヤー』を受賞した。
1999年の全豪オープンで2年ぶり2度目の準々決勝に進出したが、アメリ・モレスモに 3-6, 6-7 で敗れている。同年夏に、ベルギーの後輩選手としてジュスティーヌ・エナンとキム・クライシュテルスの2人が相次いでプロ入りするが、同年9月のルクセンブルクの大会で、彼女は決勝で16歳のクライシュテルスに 2-6, 2-6 で敗れてしまい、彼女のプロ初優勝の相手となった。2000年全豪オープン1回戦では勝利し、2人の対戦成績は1勝1敗となる。（エナンとは対戦なし）
2000年のシドニー五輪にもベルギー代表選手として出場し、エルス・カレンズとのペアで女子ダブルスの銅メダルを獲得した。シングルスではベスト8に進出し、準々決勝でモニカ・セレシュに 0-6, 2-6 で敗れた。その後2大会に出場し、10月第3週の「ヨーロッパ室内選手権」（スイス・チューリヒ）を最後に27歳で現役を引退した。
2001年に女児を出産したが、2003年に離婚し、名前を旧姓の「ドミニク・モナミ」に戻している。
引退後はメンタルコーチ・トレーナー・WTA大会ディレクターのほか、メディア上ではプレゼンターなどでも活動。2016年9月、フェドカップベルギー代表コーチに就任し、2017年大会までコーチを務めた。

## WTAツアー決勝進出結果

### シングルス: 16回 (4勝12敗)
| 大会グレード         |
| -------------------- |
| グランドスラム (0–0) |
| ティア I (0–0)       |
| ティア II (0–3)      |
| ティア III (0–4)     |
| ティア IV & V (4–5)  |

| 結果   | No. | 決勝日         | 大会               | サーフェス        | 対戦相手                             | スコア           |
| ------ | --- | -------------- | ------------------ | ----------------- | ------------------------------------ | ---------------- |
| 準優勝 | 1.  | 1993年10月17日 | モンペリエ         | カーペット (室内) | エレーナ・リホフツェワ               | 3–6, 4–6         |
| 準優勝 | 2.  | 1995年10月30日 | ケベック・シティー | カーペット (室内) | ブレンダ・シュルツ＝マッカーシー     | 6–7(5), 2–6      |
| 優勝   | 1.  | 1996年5月16日  | カーディフ         | クレー            | ローレンス・クルトワ                 | 6–4, 6–2         |
| 優勝   | 2.  | 1997年1月12日  | ホバート           | ハード            | マリアン・ワーデル＝ウィットマイヤー | 6–3, 6–3         |
| 優勝   | 3.  | 1997年9月28日  | スラバヤ           | ハード            | レンカ・ネメチコバ                   | 6–1, 6–3         |
| 準優勝 | 3.  | 1997年10月20日 | ケベック・シティー | カーペット (室内) | ブレンダ・シュルツ＝マッカーシー     | 4–6, 7–6(4), 5–7 |
| 準優勝 | 4.  | 1997年11月23日 | パタヤ             | ハード            | ヘンリエッタ・ナギョワ               | 5–7, 7–6(6), 5–7 |
| 優勝   | 4.  | 1998年1月11日  | オークランド       | ハード            | シルビア・ファリナ                   | 4–6, 7–6, 7–5    |
| 準優勝 | 5.  | 1998年1月18日  | ホバート           | ハード            | パティ・シュナイダー                 | 3–6, 2–6         |
| 準優勝 | 6.  | 1998年2月15日  | パリ               | カーペット (室内) | マリー・ピエルス                     | 3–6, 5–7         |
| 準優勝 | 7.  | 1998年2月23日  | リンツ             | カーペット (室内) | ヤナ・ノボトナ                       | 1–6, 6–7(2)      |
| 準優勝 | 8.  | 1998年5月24日  | マドリード         | クレー            | パティ・シュナイダー                 | 6–3, 4–6, 0–6    |
| 準優勝 | 9.  | 1999年1月2日   | オークランド       | ハード            | ジュリー・アラール＝デキュジス       | 4–6, 1–6         |
| 準優勝 | 10. | 1999年9月20日  | ルクセンブルク     | カーペット (室内) | キム・クライシュテルス               | 2–6, 2–6         |
| 準優勝 | 11. | 2000年6月19日  | イーストボーン     | 芝                | ジュリー・アラール＝デキュジス       | 6–7(4), 4–6      |
| 準優勝 | 12. | 2000年7月23日  | クノック＝ヘイスト | クレー            | アンナ・スマシュノワ                 | 2–6, 5–7         |

### ダブルス: 9回 (4勝5敗)
| 結果   | No. | 決勝日         | 大会           | サーフェス        | パートナー           | 対戦相手                                    | スコア           |
| ------ | --- | -------------- | -------------- | ----------------- | -------------------- | ------------------------------------------- | ---------------- |
| 準優勝 | 1.  | 1993年5月3日   | リエージュ     | クレー            | アン・デブリーズ     | ラドカ・バブコバ マリア・ホセ・ガイダノ     | 4-6, 6-2, 6-7    |
| 優勝   | 1.  | 1993年7月18日  | キッツビュール | クレー            | 李芳                 | マヤ・ムリッチ Pavlína Rajzlová             | 6–2, 6–1         |
| 準優勝 | 2.  | 1993年10月17日 | モンペリエ     | カーペット (室内) | ヤネッテ・フサロバ   | メレディス・マグラス Claudia Porwik         | 6–3, 2–6, 6–7(3) |
| 準優勝 | 3.  | 1996年10月27日 | ルクセンブルク | カーペット (室内) | バーバラ・リットナー | クリスティ・ボーグルト ナタリー・トージア   | 6-2, 4–6, 2–6    |
| 優勝   | 2.  | 1997年1月5日   | オークランド   | ハード            | ヤネッテ・フサロバ   | アレクサンドラ・オルスザ エレナ・ワグナー   | 6–2, 6–7(5), 6–3 |
| 準優勝 | 4.  | 1997年1月6日   | ホバート       | ハード            | バーバラ・リットナー | 雉子牟田直子 宮城ナナ                       | 3–6, 1-6         |
| 準優勝 | 5.  | 1997年11月23日 | パタヤ         | ハード            | フロレンシア・ラバト | クリスティン・クンシェ コリーナ・モラリュー | 3–6, 4–6         |
| 優勝   | 3.  | 1998年5月23日  | マドリード     | クレー            | フロレンシア・ラバト | レイチェル・マッキラン ニコル・プラット     | 6–1, 6–3         |
| 優勝   | 4.  | 2000年8月1日   | ロサンゼルス   | ハード            | エルス・カレンズ     | キンバリー・ポー アン＝ゲイル・シド         | 6–2, 7–5         |

## 4大大会シングルス成績
略語の説明
| W | F | SF | QF | #R | RR | Q# | LQ | A | Z# | PO | G | S | B | NMS | P | NH |

W=優勝, F=準優勝, SF=ベスト4, QF=ベスト8, #R=#回戦敗退, RR=ラウンドロビン敗退, Q#=予選#回戦敗退, LQ=予選敗退, A=大会不参加, Z#=デビスカップ/BJKカップ地域ゾーン, PO=デビスカップ/BJKカッププレーオフ, G=オリンピック金メダル, S=オリンピック銀メダル, B=オリンピック銅メダル, NMS=マスターズシリーズから降格, P=開催延期, NH=開催なし.
| 大会           | 1991 | 1992 | 1993 | 1994 | 1995 | 1996 | 1997 | 1998 | 1999 | 2000 | 通算成績 |
| -------------- | ---- | ---- | ---- | ---- | ---- | ---- | ---- | ---- | ---- | ---- | -------- |
| 全豪オープン   | A    | 4R   | 2R   | 1R   | A    | 2R   | QF   | 3R   | QF   | 2R   | 16-8     |
| 全仏オープン   | A    | 1R   | 1R   | 1R   | 2R   | 1R   | 3R   | 3R   | 1R   | 2R   | 6-9      |
| ウィンブルドン | LQ   | 1R   | 1R   | 3R   | 2R   | 3R   | 1R   | 4R   | 4R   | 1R   | 11-9     |
| 全米オープン   | 3R   | 2R   | 2R   | 1R   | 2R   | 1R   | 1R   | 3R   | 3R   | 2R   | 10-10    |